# Compagnia di Maria per l'educazione dei sordomuti
La Compagnia di Maria per l'Educazione dei Sordomuti (in latino Societas Mariae pro Educatione Surdorum et Mutorum) è un istituto religioso maschile di diritto pontificio: i membri di questa congregazione clericale pospongono al loro nome la sigla S.M.

## Storia
L'istituto venne fondato nel 1840 a Verona dal sacerdote italiano Antonio Provolo (1801-1842) con l'approvazione orale del vescovo di Verona Pietro Aurelio Mutti: dedito all'istruzione della gioventù dal 1830, padre Provolo decise di dedicarsi esclusivamente all'educazione dei sordomuti usando, primo in Italia, il metodo orale anziché quello mimico-gestuale.
Il fondatore, scomparso prematuramente, non lasciò regole scritte e fu il suo successore alla guida della famiglia religiosa, Luigi Maestrelli, a redigere le prime costituzioni della compagnia.
La congregazione venne approvata ad experimentum dalla Santa Sede il 31 luglio 1857 e definitivamente il 3 agosto 1937.

## Le accuse di pedofilia
Nel 2008 quindici sordomuti hanno dichiarato di aver subito gravi molestie e abusi nel periodo fra gli anni cinquanta e gli anni ottanta nell'istituto per bambini sordomuti "Antonio Provolo" di Verona: essi hanno inviato al settimanale L'Espresso le loro testimonianze riguardo agli abusi sessuali subiti, che ha condotto un'inchiesta giornalistica sull'accaduto secondo cui emergerebbe che oltre 60 sordomuti avrebbero subito abusi di vario tipo e notevole gravità, che si sarebbero verificati non solo nell'istituto ma anche in luoghi sacri e di culto. I sordomuti si sono rivolti all'istituto e alla Curia per chiedere la rimozione dagli incarichi di alcuni preti e fratelli laici, da loro ritenuti colpevoli, tutt'oggi in attività. I presunti reati descritti dall'inchiesta sarebbero tuttavia, dato il periodo di tempo trascorso, caduti in prescrizione.
Il quotidiano cattolico Avvenire ha pubblicato un articolo in cui si contesta l'attendibilità delle affermazioni. La denuncia sarebbe partita unicamente da un gruppo omogeneo di ex allievi, mentre decine di altri contesterebbero che i fatti potessero essere avvenuti. Il vescovo di Verona Giuseppe Zenti, pur senza agire in giudizio, ha dichiarato la sua intenzione di promuovere azioni legali qualora i fatti non si rivelassero corrispondenti al vero, ritenendo il tutto "una montatura" organizzata da Giorgio Dalla Bernardina, rappresentante dell'associazione cui appartengono tutte le vittime, che avrebbe, a suo dire, orchestrato il tutto a fini ricattatori nei riguardi della Curia.
Ad oggi, in Italia, questo scandalo ha avuto un forte impatto mediatico, bisogna tuttavia far presente che da nessuna delle due parti sono partite azioni legali e che nulla è mai stato provato.

## Attività e diffusione
I religiosi della Compagnia si dedicano all'assistenza e all'educazione dei sordomuti.
La sede generalizia è a Verona.
Al 31 gennaio 2005, l'istituto contava 3 case e 27 membri, 13 dei quali sacerdoti.